# بوب كرومبتون
بوب كرومبتون (بالإنجليزية: Bob Crompton)‏ (26 سبتمبر 1879 في المملكة المتحدة - 16 مارس 1941 في المملكة المتحدة) هو مدرب كرة قدم ولاعب كرة قدم بريطاني (وحمل سابقاً جنسية المملكة المتحدة لبريطانيا العظمى وأيرلندا) في مركز الدفاع. شارك مع منتخب إنجلترا لكرة القدم. أما مع النوادي، فقد لعب مع بلاكبيرن روفرز ونادي بلاكبول.

## وصلات خارجية
- بوب كرومبتون على موقع قاعدة بيانات كرة القدم.إي يو (الإنجليزية)
- بوب كرومبتون على موقع ناشيونال فوتبول تيمز (الإنجليزية)
- بوب كرومبتون على موقع Soccerbase.com (مدرب) (الإنجليزية)
- بوب كرومبتون على موقع عالم كرة القدم.نت (الإنجليزية)